# Verein für Deutsche Schäferhunde
Der Verein für Deutsche Schäferhunde (SV) e. V. ist einer der ältesten Hundezuchtvereine Deutschlands. Sein Hauptsitz befindet sich in Augsburg. Er betreut den Deutschen Schäferhund in Sachen Zucht und Ausbildung und ist Mitglied in der Internationalen Rettungshunde Organisation, der Weltunion der Schäferhundvereine, des Verbandes für das Deutsche Hundewesen und innerhalb dieses Verbands der Arbeitsgemeinschaft der Zuchtvereine und Gebrauchshundverbände. Über den VDH gehört der Verein zur Fédération Cynologique Internationale, dem internationalen Dachverband für das Hundewesen an.

## Geschichte
Am 22. April 1899 wurde am Rande einer Hundeausstellung im badischen Karlsruhe der Verein für Deutsche Schäferhunde gegründet. Der Rassegründer Max von Stephanitz wurde erster Vereinspräsident. Wenige Jahre später wurde der Hauptsitz des Vereins Augsburg. Der erste Rassestandard für den Deutschen Schäferhund wurde vom Vereinsgründer festgelegt.
Die Hauptgeschäftsstelle des Vereins in Augsburg leitet die Geschäfte des Vereins, dem 20 Landesgruppen und etwa 2000 Ortsgruppen angeschlossen sind. Sie regelt die Mitgliederverwaltung, führt das Zuchtbuch und das Köramt und richtet jährlich bundesweite Sport- und Zuchtveranstaltungen mit internationaler Beteiligung aus.
Der SV ist vor dem RSV2000 der größte vom VDH anerkannte Verein für den Deutschen Schäferhund mit Sitz in Deutschland und darf, wie alle VDH-Mitglieder, nach den Regularien der FCI Rasseechtheits-Zertifikate (sogenannte „Papiere“) ausstellen.

## Präsidenten des SV

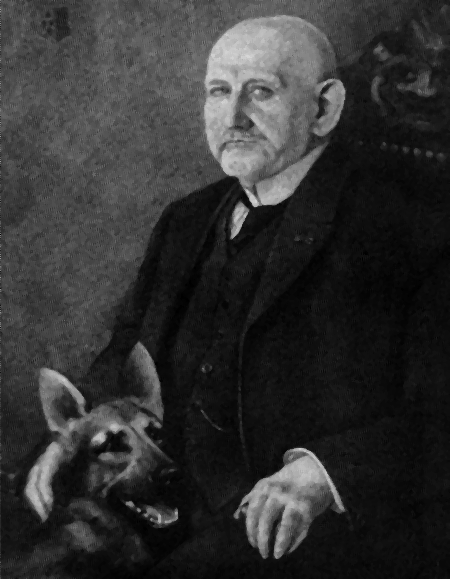
Max von Stephanitz mit dem ersten Schäferhund, Horand von Grafrath

- 1899–1935: Rittmeister Max von Stephanitz
- 1935–1945: Kurt Roesebeck
- 1945–1956: Caspar Katzmair
- 1956–1971: Werner Funk
- 1971–1982: Christoph Rummel
- 1982–1994: Hermann Martin
- 1994–2002: Peter Meßler
- 2002–2015: Wolfgang Henke
- 2015–2023: Heinrich H. Meßler
- seit 2023: Roswitha Dannenberg[4]